# Chitignano
Chitignano és un municipi situat al territori de la província d'Arezzo, a la regió de la Toscana (Itàlia).
Limita amb els municipis de Caprese Michelangelo, Chiusi della Verna i Subbiano.
Pertanyen al municipi de Cavriglia les frazioni de Rosina, Taena, La Croce, Monte Cucco i La Casella.